# Rösy von Känel
Rösy von Känel (* 23. Januar 1895 als Rösy Müller in Aarau; † 11. Januar 1953 in Zürich) war eine Schweizer Journalistin und Schriftstellerin.

## Leben
Rösy von Känel verbrachte Kindheit und Jugend in ihrem Heimatort Aarau. Sie war die Tochter von Friedrich und Verena Müller-Schmocker, die in der Aarauer Altstadt ihr Gewerbe betrieben. In der Stadt- und der Kantonsschule von Aarau ging sie zur Schule. Sie war in ihrer Jugendzeit oft krank und schrieb in diesen Zeiten Kinder- und Jugendgeschichten, die von Käte Joël in Jugendzeitschriften publiziert wurden.
Von 1926 bis 1938 lebte sie mit ihrem Ehemann Karl von Känel, einem Zahnarzt, in Sissach im Kanton Basel-Landschaft. Nachdem ihr Mann verstorben war, zog sie wieder nach Aarau, wo sie journalistisch tätig war und über Frauenthemen schrieb; daneben veröffentlichte sie erzählende Werke für Kinder und Erwachsene. Ihr Mentor Rudolf von Tavel gab ihr die wichtige Unterstützung zu ihrer zweiteiligen Autobiografie.
Ab 1943 war Rösy von Känel in Zürich ansässig, wo sie mit der Familie ihres Sohnes zusammen lebte. Mit ihren Romanen zu Frauenthemen galt sie seit dem Erscheinen von „Herzen im Krieg“ im Jahre 1942 als eine der erfolgreichsten Schweizer Autorinnen ihrer Zeit. Ihre Romane und Vorträge über Eheprobleme bewogen viele Frauen in schwierigen familiären Situationen ihren Rat zu suchen. In schweren Krankheiten setzte sich Rösy von Känel mit den Themen Tod und Krankheit auseinander.
Sie war Mitte des 20. Jahrhunderts eine der meistgelesenen Schweizer Autorinnen, gemessen an der Auflagezahlen ihrer Werke.

## Werke
- Die Schuldfrage der Frau, Sisach (Schweiz) 1926
- Spittelweibchen, St. Gallen 1928
- Direktor Hansen und von Menschen hinter Gefängnismauern, St. Gallen 1929
- Das singende Herzlein, Stuttgart 1929
- Die Wahrsagerin, St. Gallen 1930
- Ich möchte euch helfen, St. Gallen [u. a.] 1931
- Professor Schön und seine Jünger, St. Gallen [u. a.] 1931
- Dieters Rekord. Die Mundharmonika, Stuttgart 1932
- Der Flug ins Leben, St. Gallen [u. a.] 1933
- Jahrmarkt des Lebens, St. Gallen [u. a.] 1933
- Doktor Markus Ineichen, Erlenbach-Zürich [u. a.] 1934
- "Fünfte Klasse b" und zwei weitere Bubengeschichten, St. Gallen [u. a.] 1935
- Aus der Kinderstube wird die Welt regiert, Meiringen 1936
- Ein Mensch erwacht, Erlenbach-Zürich [u. a.] 1936
- Im Namen der Liebe, Erlenbach-Zürich 1938
- Wege zur glücklichen Ehe, Erlenbach-Zürich 1939
- Der Älteste von sieben, St. Gallen 1940
- Auf der Fuchsjagd im Hüttental, St. Gallen 1940
- Der Sohn Johannes, Erlenbach [u. a.] 1940
- Herzen im Krieg, Erlenbach [u. a.] 1942
- Das geschenkte Leben, Zürich 1944
- Die neue Ehe, Zürich 1946
- Starkes Herz, Zürich 1946
- Das andere Ich, Zürich 1947
- Passion, Zürich 1949
- Die Gefangene Gottes, Zürich 1954
- Das Herz ist es, St. Gallen 1961

## Herausgeberschaft
- Paul Hüssy: Zwergkönigs Weltreise, Aarau 1937